# アナボリックステロイド

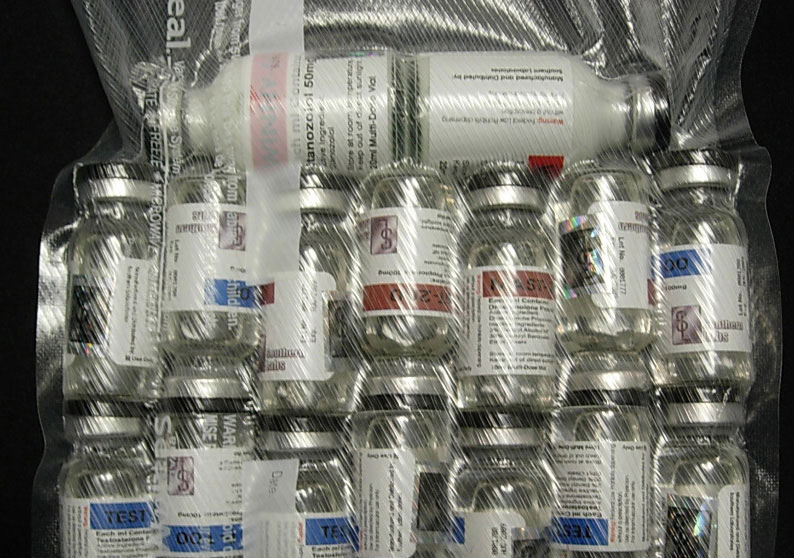
瓶詰めにされた多種の注射用アナボリックステロイド

アナボリックステロイド（anabolic steroid）（anabolic androgenic steroid, AAS）とは、構造的にテストステロン（主要な男性性ホルモン）に関連する薬物の一種であり、アンドロゲン受容体（AR）に結合することで効果を発揮する。アナボリックステロイドには多くの医学的用途があるが、アスリートが筋肉のサイズ、強さ、パフォーマンスを向上させるためにも使用されている。
AASの長期使用や過剰投与は健康リスクを引き起こす可能性がある。これらの影響には、コレステロールレベルの有害な変化（低密度リポタンパク質の増加と高密度リポタンパク質の減少）、尋常性痤瘡、高血圧、肝障害（主に経口AASで）、そして左心室肥大などがある。これらのリスクは、アスリートがステロイドと他の薬物を一緒に摂取した場合、体にかなりの損傷を与えることになり、さらに増加する。アナボリックステロイドが心臓に与える影響により、心筋梗塞や脳卒中が発生する可能性がある。また、AASによってホルモンバランスの乱れに関連する状態、例えば女性化乳房や精巣サイズの縮小も引き起こされる可能性がある。女性や子供の場合、AASは不可逆的な男性化を引き起こす可能性がある。
スポーツ、レース、ボディビルにおけるAASのエルゴジェニック使用は、パフォーマンス向上薬として、その有害な副作用と身体的競技で優位性を得る可能性があるため、議論の的となっている。その使用はドーピングと呼ばれ、ほとんどの主要なスポーツ団体によって禁止されている。アスリートは古代ギリシャでオリンピックが始まった頃から、運動能力を高める薬物を探してきた。長年にわたり、AASはIOC認定の研究所で検出されたドーピング物質の中で最も多い。アナボリックステロイドは多くの国でスケジュールIII規制物質に分類されており、これはAASが認められた医学的用途を持ちながら、乱用や依存の可能性も認められているため、規制や管理が行われていることを意味する。AASが規制物質である国では、密輸、闇市場で流通したり、さらには偽造薬物がユーザーに販売されることが多い。

## 用途

### 医療用

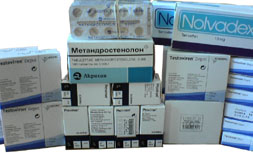
様々なAASと関連化合物

1930年代にテストステロンが発見・合成されて以来、AASは様々な目的で医師によって使用されてきたが、成功の度合いは様々である。これらは大まかに同化作用、男性化作用、その他の用途に分類できる。

#### 同化作用
- 骨髄刺激：数十年間、AASは低形成性（英語版）貧血、白血病、腎不全または再生不良性貧血による治療の主流だった[10]。
- 成長刺激：AASは小児内分泌学者（英語版）によって成長障害のある子供の治療に使用できるとされてきた[11]。しかし、副作用の少ない合成成長ホルモン治療（英語版）の利用により、これは二次的な治療法となっている[要出典医学]。
- 食欲の刺激と筋肉量の保存・増加：AASは慢性消耗性疾患、例えばがんやエイズを持つ人々に投与されてきた[12][13]。
- 高齢男性の除脂肪体重の刺激と骨損失（英語版）の予防、一部の研究が示すように[14][15][16]。しかし、2006年のテストステロンレベルが低い高齢男性を対象とした低用量テストステロン補充のプラセボ対照試験では、体組成、身体機能、インスリン感受性またはQOLに関する利点は見られなかった[17]。
- 閉経後女性の骨粗鬆症の予防または治療[18][19]。ナンドロロンデカノエート（英語版）はこの用途で承認されている[20]。この適応症が示されているにもかかわらず、男性化の副作用があるため、AASはこの目的にはほとんど使用されなかった[18][21]。
- 手術後または身体的外傷（英語版）後の体重増加（英語版）、慢性感染症中、または原因不明の体重減少の状況における体重増加の補助[22][23]。
- 長期コルチコステロイド療法の異化作用への対抗[22][23]。
- オキサンドロロンは、重度の熱傷から回復中の人々の短期的および長期的な転帰の両方を改善し、この適応症に対する安全な治療法として十分に確立されている[24][25]。
- 特発性低身長（英語版）、遺伝性血管浮腫（英語版）、アルコール性肝炎（英語版）および性腺機能低下症の治療[26][27]。
- メチルテストステロンは男性の思春期遅発、性腺機能低下症、潜在精巣および勃起不全の治療に使用され、女性には低用量で更年期症状（特に骨粗鬆症、ホットフラッシュ、リビドーと心理的エネルギー（英語版）の増加）、産後の乳房痛と充血、および乳癌の治療に使用される[28][29][30]。
- 獣医学で使用される成長ホルモン（例：トレンボロンアセテート（英語版））は、集約的畜産業でも使用され、家畜の筋肉量を迅速に増やして肉の収穫量を高め、酪農業での牛乳生産を増加させる[31]。

#### 男性化作用
- 遅発性性腺機能低下症などのテストステロンレベルが低い男性のためのアンドロゲン補充療法（英語版）[32]；高齢男性の性欲増進にも効果的である[33][34][35][36]。
- 男性思春期の誘導：アンドロゲンは極端な思春期の遅れに悩む多くの男子に投与される。テストステロンは現在、この目的のためにほぼ唯一使用されるアンドロゲンであり、思春期が遅れている男子の身長、体重、除脂肪量を増加させることが示されている[37]。
- トランスジェンダー男性（英語版）、他のトランスマスキュリンな人々、およびインターセックスの人々のための男性化ホルモン療法（英語版）。これにより声の低音化、骨と筋肉量の増加、男性型脂肪分布（英語版）、顔と体の毛、およびクリトリス肥大などの男性的な二次性徴が生じるほか、性別違和の軽減や性欲の増加などの精神的変化も起こる[38][39][40][41][42]。

#### その他
- 女性の乳癌の治療。ただし、著しい男性化の副作用のため、現在ではこの目的でほとんど使用されなくなっている[43][18][44]。
- 低用量で閉経後およびトランスジェンダー女性のためのホルモン補充療法の一成分として、例えば心理的エネルギー（英語版）、幸福感、リビドー、およびQOLを高め、またホットフラッシュを軽減するため[45][46][47][48]。この目的にはテストステロンが通常使用されるが、メチルテストステロン（英語版）も使用される[48][49]。
- 男性ホルモン避妊法（英語版）；現在は実験段階だが、効果的、安全、信頼性が高く、可逆的な男性避妊薬として使用される可能性がある[50]。
- レイノー病および末梢性チアノーゼの治療の補助。テストステロンおよび他のアナボリック薬は強力な血管拡張薬の傾向があり、血管収縮を起こしやすい個人の血流を著しく改善することができる[51]。

### パフォーマンス向上

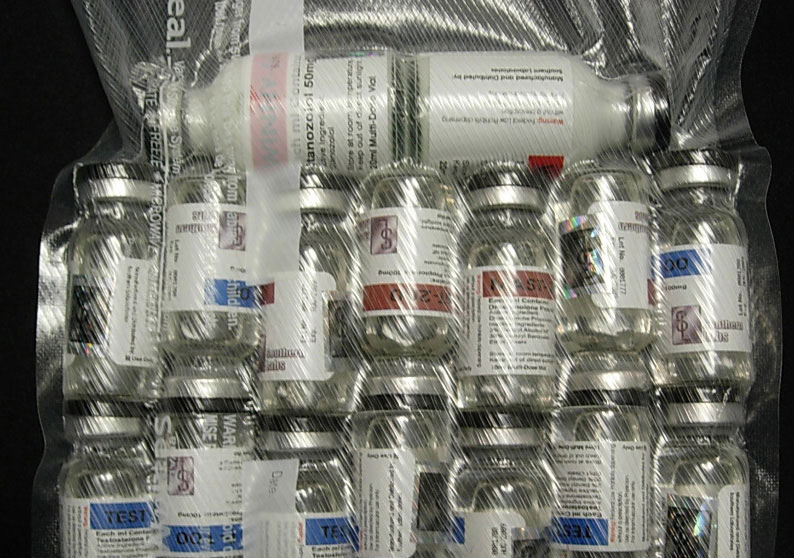
多数の注射用AASバイアル

ほとんどのステロイド使用者はアスリートではない。アメリカでは、100万人から300万人（人口の1%）がAASを使用したと考えられている。アメリカでの研究によると、AAS使用者は主に中産階級の男性で、中央値年齢は約25歳、非競争的なボディビルダーや非アスリートで、美容目的で薬物を使用していることが示されている。「12歳から17歳の男子の間では、ステロイドや類似薬物の使用は1999年から2000年の間に25%増加し、20%がスポーツではなく外見のためにそれらを使用していると述べており、保険会社ブルークロスブルーシールドの調査が発見した」。別の研究では、大学生のAASの非医療的使用は1%以下であることがわかった。最近の調査によると、ステロイド使用者の78.4%は非競争的なボディビルダーや非アスリートであり、約13%が注射針の再利用、注射針の共有、複数回分のバイアルの共有など、安全でない注射方法を報告している。しかし、2007年の研究では、非医療目的でAASを使用している個人の間での注射針の共有は非常にまれであり、1%未満であることがわかった。別の2007年の研究では、非医療的AAS使用者の74%が高等教育を修了しており、一般人口よりも大学を卒業した人が多く、高校を卒業できなかった人は少ないことがわかった。同じ研究で、非医療目的でAASを使用している個人は、一般人口よりも雇用率と世帯収入が高いことがわかった。AAS使用者は他の規制物質使用者よりも使用している薬物についての調査を行う傾向がある。しかし、ステロイド使用者が参考にする主要な情報源には、友人、非医学的なハンドブック、インターネットベースのフォーラム、ブログ、フィットネス雑誌が含まれ、これらは疑わしい、または不正確な情報を提供する可能性がある。
AAS使用者は、メディアや政治においてAASが致命的であるという描写に不満を持つ傾向がある。ある研究によると、AAS使用者は医師も信頼しておらず、サンプルの56%は医師にAAS使用を開示していなかった。2007年の別の研究では同様の結果が得られ、非医療目的でAASを使用している個人の66%がステロイド使用に対する医学的監督を求める意思があったが、58%は医師に対する信頼が欠けており、92%は医学界の非医療的AAS使用に関する知識が不足していると感じ、99%は一般の人々がAAS使用の副作用について誇張した見方をしていると感じていることがわかった。最近の研究では、長期AAS使用者は筋肉醜形の症状を持つ可能性が高く、また、より伝統的な男性役割を強く支持することも示されている。Journal of Health Psychologyの最近の研究では、多くの使用者が適度に使用されるステロイドは安全だと信じていることが示された。
AASは、競争的優位性を得るため、あるいは怪我からの回復を助けるために、多くの種類のプロスポーツの男性と女性によって使用されてきた。これらのスポーツにはボディビル、重量挙げ、砲丸投げやその他の陸上競技、サイクリング、野球、レスリング、総合格闘技、ボクシング、フットボール、クリケットなどが含まれる。このような使用は、ほとんどの主要なスポーツ団体の規則によって禁止されている。AASの使用は青少年の間でも発生し、特に競争的なスポーツに参加している者の間で多い。米国の高校生の使用率は2.7%ほど高い可能性があることが示唆されている。

### 投与量
| ダナゾール                         | 経口 | 100–800 mg/日                    |
| ドロスタノロンプロピオネート       | 注射 | 100 mg 週3回                     |
| エチルエストレノール               | 経口 | 2–8 mg/日                        |
| フルオキシメステロン               | 経口 | 2–40 mg/日                       |
| メステロロン                       | 経口 | 25–150 mg/日                     |
| メタンジエノン                     | 経口 | 2.5–15 mg/日                     |
| メテノロンアセテート               | 経口 | 10–150 mg/日                     |
| メテノロンエナンテート             | 注射 | 25–100 mg/週                     |
| メチルテストステロン               | 経口 | 1.5–200 mg/日                    |
| ナンドロロンデカノエート           | 注射 | 12.5–200 mg/週                   |
| ナンドロロンフェニルプロピオネート | 注射 | 6.25–200 mg/週                   |
| ノルエタンドロロン                 | 経口 | 20–30 mg/日                      |
| オキサンドロロン                   | 経口 | 2.5–20 mg/日                     |
| オキシメトロン                     | 経口 | 1–5 mg/kg/日 または 50–150 mg/日 |
| スタノゾロール                     | 経口 | 2–6 mg/日                        |
| スタノゾロール                     | 注射 | 50 mg 最大 2週間ごと             |
| テストステロン                     | 経口 | 400–800 mg/日                    |
| テストステロン                     | 注射 | 25–100 mg 最大 週3回             |
| テストステロンシピオネート         | 注射 | 50–400 mg 最大 4週間ごと         |
| テストステロンエナンテート         | 注射 | 50–400 mg 最大 4週間ごと         |
| テストステロンプロピオネート       | 注射 | 25–50 mg 最大 週3回              |
| テストステロンウンデカノエート     | 経口 | 80–240 mg/日                     |
| テストステロンウンデカノエート     | 注射 | 750–1000 mg 最大 10週間ごと      |
| トレンボロン HBC                   | 注射 | 75 mg 10日ごと                   |
| 出典： 1. 2. 3.                    |      |                                  |

### 利用可能な形態
医学で最も一般的に使用されてきたAASはテストステロン薬とその多くのエステル（ただし最も一般的にはテストステロンウンデカノエート、テストステロンエナンテート、テストステロンシピオネート、およびテストステロンプロピオネート）、ナンドロロンエステル（通常はナンドロロンデカノエートとナンドロロンフェニルプロピオネート）、スタノゾロール、そしてメタンジエノン（メタンドロステノロン）である。他にも一般的に利用可能で使用されるが程度は低いものには、メチルテストステロン、オキサンドロロン、メステロロン、そしてオキシメトロン、さらにドロスタノロンプロピオネート（ドロモスタノロンプロピオネート）、メテノロン（メチルアンドロステノロン）エステル（特にメテノロンアセテートとメテノロンエナンテート）、そしてフルオキシメステロンがある。ジヒドロテストステロン（DHT）は医学的に使用される場合アンドロスタノロンまたはスタノロンとして知られ、そのエステルも注目に値するが、医学ではあまり広く使用されていない。ボルデノンウンデシレネートとトレンボロンアセテートは獣医学で使用されている。
デザイナーステロイドは医療用として承認・販売されていないが、闇市場で流通しているAASである。注目すべきデザイナーステロイドの例としては、1-テストステロン（ジヒドロボルデノン）、メタステロン、トレンボロンエナンテート、デソキシメチルテストステロン、テトラヒドロゲストリノン、そしてメチルステンボロンなどがある。

### 投与経路

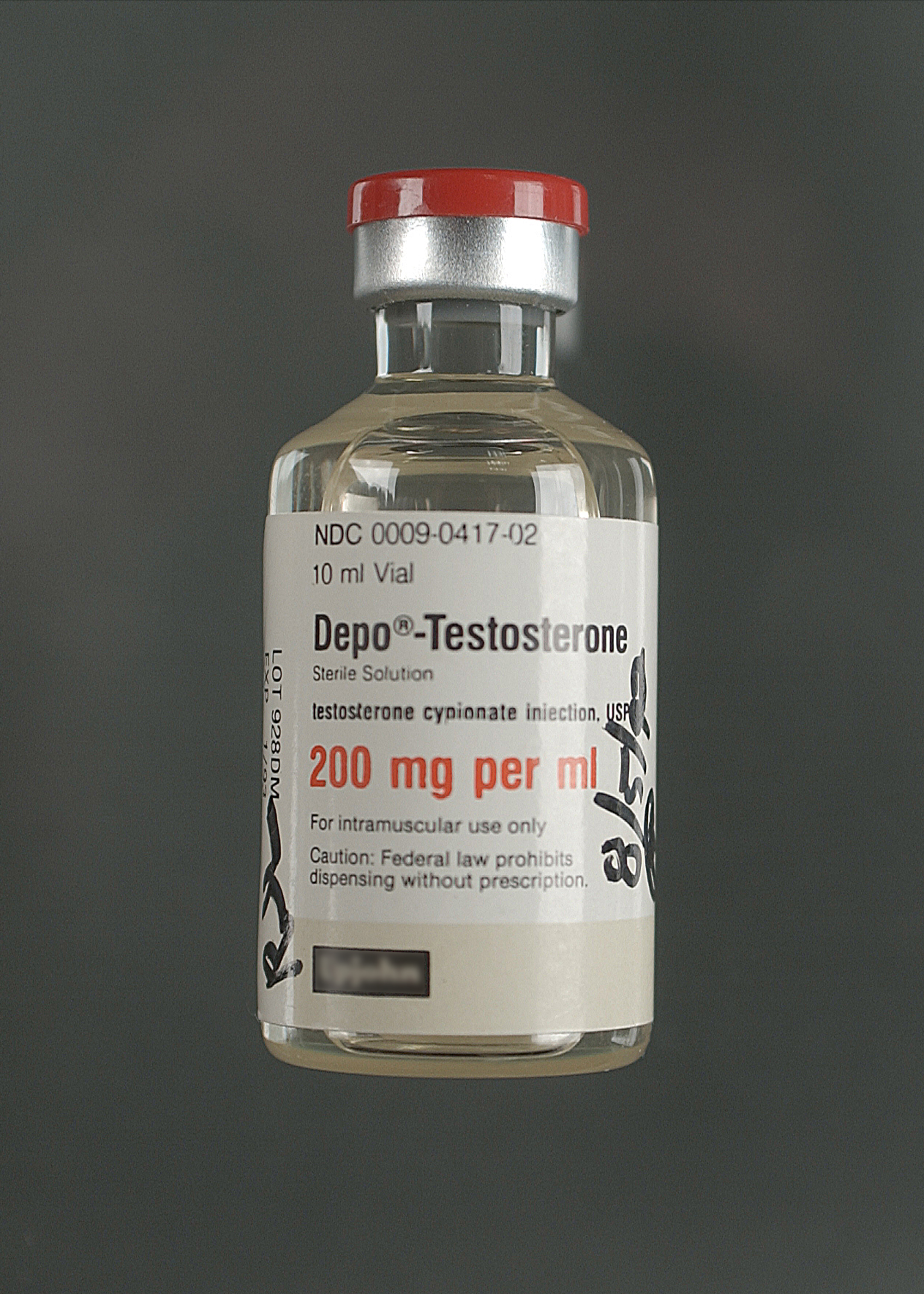
テストステロンシピオネート注射液のバイアル

AASを投与する一般的な形態は4つある：経口錠剤、注射用ステロイド、外用クリーム/ジェル、および経皮パッチである。経口投与は最も便利である。経口で投与されたテストステロンは急速に吸収されるが、その大部分は不活性代謝物に変換され、約6分の1だけが活性形で利用可能である。経口投与で十分に活性を持つためには、テストステロン誘導体は17α位でアルキル化されている必要がある、例えばメチルテストステロンやフルオキシメステロン。この修飾により、全身循環に達する前に肝臓がこれらの化合物を分解する能力が低下する。
テストステロンは非経口的に投与できるが、エナント酸、ウンデカン酸、またはシピオン酸エステル形態では、筋肉内でより不規則な長時間の吸収時間とより大きな活性を持つ。これらの誘導体は注射部位で加水分解され、遊離テストステロンを放出する。吸収率（したがって注射スケジュール）は異なるエステル間で異なるが、医療的注射は通常、半週ごとから12週間ごとに1回の間で行われる。より一定レベルのホルモンをシステム内に維持するためには、より頻繁なスケジュールが望ましい場合がある。注射用ステロイドは通常、血流中の薬物量の急激な変化を避けるために、静脈内ではなく筋肉内に投与される。さらに、エステル化されたテストステロンは油に溶解しているため、静脈内注射は血流中での危険な塞栓（血栓）を引き起こす可能性がある。
皮膚に貼付する経皮パッチも、皮膚を通して血流中に一定量を送達するために使用できる。毎日皮膚に塗布するテストステロン含有クリームやジェルも利用可能だが、吸収は非効率的（約10%、個人間で異なる）であり、これらの治療法はより高価になる傾向がある。特に身体的に活発であるか頻繁に入浴する個人は良い候補者ではないかもしれない、なぜなら薬剤は洗い流され、完全に吸収されるまでに最大6時間かかる可能性があるからである。また、パートナーや子供が塗布部位に接触して誤って投与する危険性もある；子供と女性はテストステロンに非常に敏感であり、意図しない男性化や健康への影響を発展させる可能性があり、少量でも危険である。注射は非医療目的でAASを投与する個人によって使用される最も一般的な方法である。
伝統的な投与経路は薬物の有効性に異なる影響を与えるものではない。研究によれば、AASの同化特性は、初回通過代謝などの薬物動態学的原理の違いにもかかわらず、比較的類似していることが示されている。しかし、経口で利用可能な形態のAASは高用量で肝障害を引き起こす可能性がある。

## 副作用

2010年のISCD研究からの表で、薬物ハーム専門家の声明に基づいて様々な薬物（合法および違法）をランク付けしている。アナボリックステロイドは全体で15番目に危険な薬物であることがわかった

AASの既知の考えられる副作用には以下が含まれる
- 皮膚（英語版）／外皮系：脂性肌（英語版）、尋常性痤瘡、集簇性痤瘡（英語版）、脂漏症、皮膚線条（急速な筋肉増大（英語版）による）、多毛症（過剰な体毛の成長）、男性型脱毛症（パターン脱毛；頭皮の禿げ）、体液貯留／浮腫。
- 生殖（英語版）／内分泌（英語版）：性欲の変化、可逆的な不妊、視床下部性性腺機能低下症（英語版）。
- 男性特有：自発的勃起、夢精、持続勃起症、勃起不全、女性化乳房（主にアロマターゼ化可能な、従ってテストステロン薬（英語版）作用のあるAASでのみ）、乏精子症／無精子症、精巣萎縮、精巣内平滑筋肉腫、前立腺肥大症、前立腺癌。
- 女性特有：男性化、不可逆的な声の低音化、多毛症（過剰な顔／体毛の成長）、月経障害（英語版）（例えば無排卵（英語版）、稀発月経（英語版）、無月経、月経困難症）、陰核肥大、乳房萎縮（英語版）、子宮萎縮（英語版）、女性胎児における奇形形成。
- 子供特有：早期骨端閉鎖と関連する低身長、男子における思春期早発、女子における思春期遅発と異性的早発。
- 精神医学的／神経学的（英語版）：気分の変動、易怒性、攻撃性、暴力的行動、衝動性／向こう見ず（英語版）、軽躁病／躁病、多幸感、抑うつ、不安、不快感、自殺傾向、妄想、精神病、離脱症状、依存、神経毒性、認知障害[84][85]。
- 筋骨格系（英語版）：筋肥大（英語版）、筋肉の損傷、腱断裂（英語版）、横紋筋融解症。
- 心血管系：脂質異常症（例：LDLレベルの上昇、HDLレベルの低下、アポA-1レベルの減少）、アテローム性動脈硬化、ヘマトクリット値の上昇、高血圧、左心室肥大（英語版）、心筋症、心筋肥大、多血症／赤血球増加症、不整脈、血栓症（例：塞栓症、脳卒中）、心筋梗塞、突然死[86][87]。
- 肝臓（英語版）：上昇した肝機能検査（英語版）値（AST、ALT、ビリルビン、LDH、ALP）、肝毒性、黄疸、脂肪肝、肝細胞腺腫（英語版）、肝細胞癌、胆汁うっ滞（英語版）、肝血管腫症（英語版）；これらはほとんどまたは完全に17α-アルキル化AASによるものである[88]。
- 腎臓：腎肥大、腎症、急性腎不全（横紋筋融解症に続発する）、巣状分節性糸球体硬化症、腎細胞癌。
- その他：ブドウ糖不耐性、インスリン抵抗性、免疫機能障害[89]。

### 生理学的
薬物使用の期間に応じて、免疫系が損傷を受ける可能性がある。これらの副作用の多くは用量依存的であり、最も一般的なものは血圧上昇であり、特に高血圧の既往がある場合に顕著である。さらに、心臓の形態学的変化は心血管効率に永続的な悪影響を及ぼす可能性がある。
AASは空腹時血糖とブドウ糖耐性試験を変化させることが示されている。テストステロンなどのAASは心血管疾患または冠動脈疾患のリスクも高める。テストステロン濃度の上昇による皮脂腺の刺激のため、AAS使用者の間ではニキビはかなり一般的である。テストステロンからDHTへの変換は、遺伝的に素因のある男性の早期はげの速度を速めることができるが、テストステロン自体が女性の脱毛を引き起こす可能性がある。
青年期にAASを使用すると、いくつかの重大な副作用が発生する可能性がある。例えば、AASはエストロゲン代謝物のレベル増加による骨の伸長を早期に停止させる可能性があり（早期骨端閉鎖）、その結果成長障害となる。他の影響には、骨成熟の加速、勃起の頻度と持続時間の増加、早期性発達などが含まれるが、これらに限定されない。青年期におけるAASの使用は、健康に関連する態度の悪化とも相関関係がある。

#### 癌
WHO組織である国際がん研究機関（IARC）はAASをグループ2A：ヒトに対しておそらく発がん性のある物質に分類している。

#### 心血管
他の副作用には、左心室の拡大と肥厚などの心臓構造の変化が含まれ、これは収縮と弛緩を損ない、そのため排出血液量を減少させる。これらの心臓の変化による考えられる影響には、高血圧、心不整脈、うっ血性心不全、心筋梗塞、そして突然の心臓死が含まれる。これらの変化は薬物を使用していないアスリートでも見られるが、ステロイドの使用がこのプロセスを加速する可能性がある。しかし、左心室構造の変化と心機能低下との関連、およびステロイド使用との関連については議論がある。
AASの使用はコレステロールレベルの有害な変化を引き起こす可能性がある：一部のステロイドはLDLコレステロールの増加とHDLコレステロールの減少を引き起こす。

#### 成長障害
青年期のAAS使用は骨成熟を早め、高用量では成人身長を減少させる可能性がある。オキサンドロロンなどの低用量のAASは特発性低身長の治療に使用されるが、これは成人身長を増加させるというよりも成熟を早めるだけかもしれない。

#### 女性化

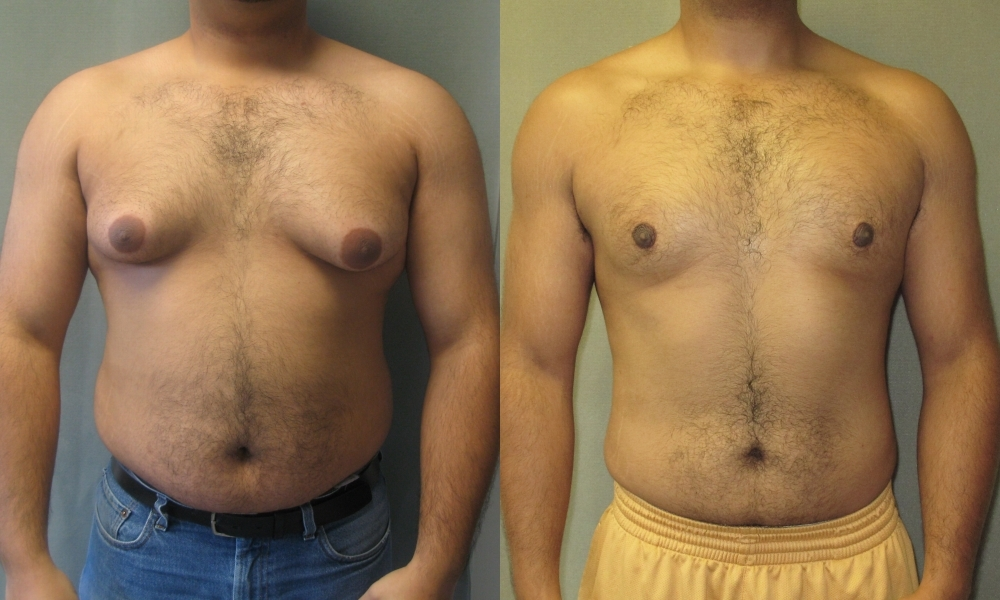
AAS使用によるものではない女性化乳房の22歳の男性。女性化乳房手術前後。

すべてのアナボリックステロイドはアンドロゲン作用を持っているが、そのうちのいくつかは逆説的に女性化、例えば男性における乳房組織、女性化乳房と呼ばれる状態を引き起こす。これらの副作用は、CYP19A1遺伝子によってコード化されたアロマターゼ酵素の作用によるテストステロンからエストロゲンとエストラジオールへの自然な変換によって引き起こされる。
男性による男性化アナボリックステロイドの長期使用は、視床下部-下垂体-性腺軸の抑制による自然なテストステロン産生の一時的な停止をもたらす。これは精巣萎縮、精子生産の抑制、性機能および不妊として現れる。男性による短期間（1〜2か月）の男性化アナボリックステロイドの使用後、テストステロン増強療法（例えばクロミフェンとヒト絨毛性ゴナドトロピン）を行うと、通常、テストステロン産生が正常に戻る。

#### 男性化
女性特有の副作用には、体毛の増加、声の永久的な低音化、陰核肥大、月経周期の一時的な減少（例えば無排卵、稀発月経、無月経、月経困難症）などがある。妊娠中に摂取すると、AASは女性胎児の男性特徴と男性胎児の女性特徴の発達を引き起こすことで、胎児発育に影響を与える可能性がある。

#### 腎臓の問題
腎臓検査で、10人のステロイド使用者のうち9人が巣状分節性糸球体硬化症と呼ばれる状態を発症したことが明らかになった。これは腎臓内の瘢痕化の一種である。ボディビルダーの腎臓障害は、極度の肥満患者に見られるものと類似しているが、さらに重度であるように見える。

#### 肝臓の問題
経口AAS化合物の高用量は肝障害を引き起こす可能性がある。AASの使用により肝血管腫症がますます認識されるようになっている。

### 神経精神医学的

精神医学、化学、薬理学、法医学、疫学、警察・法律サービスの依存症専門家が20の人気のある娯楽用薬物についてデルファイ法を行った。AASは依存性で19位、身体的害で9位、社会的害で15位にランク付けされた

2005年のCNSドラッグのレビューでは、「攻撃性と暴力、躁病、そしてより少ない頻度で精神病と自殺などの重大な精神症状がステロイドの乱用と関連していることが確認された。長期のステロイド乱用者は、AASの中止時に依存と離脱の症状を発症する可能性がある」と結論づけられた。多くのレクリエーショナルAAS使用者が維持する可能性のあるものと同等の高濃度のAASは、ニューロンにアポトーシス効果を生じさせ、おそらく不可逆的な神経毒性の可能性を高める。レクリエーショナルAAS使用は、依存症候群、気分障害、他の形態の薬物使用への進行など、様々な潜在的に長期的な精神的影響と関連しているようだが、これらの様々な影響の有病率と重症度は依然として十分に理解されていない。医学的障害を治療するためのAASの治療的使用から、ステロイド依存が発展するという証拠はないが、超生理学的用量を慢性的に投与するウェイトリフターやボディビルダーの間でAAS依存の事例が報告されている。気分障害（例えばうつ病、[軽]躁病、精神病的特徴）は用量と薬物に依存する可能性があるが、AAS依存または離脱効果はAAS使用者の少数にのみ発生するようである。AAS使用者の精神的影響に関する大規模な長期研究は現在利用できない。

#### 診断統計マニュアルの主張
DSM-IVはパーソナリティ障害の一般的診断基準ガイドラインを挙げており、「そのパターンが他の精神障害の現れとして、あるいは物質（例えば薬物または薬剤）または一般的な医学的状態（例えば頭部外傷）の直接的な生理学的影響によってより適切に説明されない」としている。その結果、習慣について知らされていない精神科医によって、AAS使用者は誤診される可能性がある。

#### パーソナリティプロファイル
クーパー、ノークス、ダン、ランバート、ロッチフォードは、AAS使用者が非使用者よりも境界性（4.7倍）、反社会的（3.8倍）、妄想性（3.4倍）、統合失調型（3.1倍）、演技性（2.9倍）、受動攻撃的（2.4倍）、そして自己愛的（1.6倍）パーソナリティプロファイルで高いスコアを示す可能性が高いことを特定した。他の研究では、反社会的パーソナリティ障害がAAS使用者の間で非使用者よりもわずかに多い可能性が示唆されている（ポープ＆カッツ、1994年）。双極性機能障害、物質依存、および行為障害もAAS使用と関連している。

#### 気分と不安
感情障害は長い間AAS使用の合併症として認識されてきた。症例報告では、軽躁病と躁病の両方が、躁病／軽躁病の基準を満たさない過敏性、高揚感、無謀さ、思考の加速、力と無敵の感覚とともに記述されている。AASを使用した53人のボディビルダーのうち、27人（51％）が特定されていない気分障害を報告した。

#### 攻撃性と軽躁病
1980年代半ば以降、メディアはAASの副作用として「ロイドレイジ」について報告してきた:23。
2005年のレビューでは、一部（ただしすべてではない）の無作為化対照試験で、AAS使用が軽躁病と攻撃性の増加と相関することが見出されたが、参加率の低さにより、AAS使用が暴力的行動を引き起こすかどうかの決定の試みは失敗したと指摘した。2008年の米国の若年成人男性の全国的に代表的なサンプルに関する研究では、生涯および過去1年間の自己申告AAS使用と暴力行為への関与との関連が見つかった。ステロイドを使用しなかった個人と比較して、AASを使用した若年成人男性は、主要な人口統計学的変数、以前の暴力的行動、および多剤使用の影響を制御した後でも、暴力的行動への関与が大きかった。1996年のレビューでは、当時入手可能だった盲検研究を調査し、これらが攻撃性とステロイド使用の間の関連を示していることを確認したが、当時米国では100万人以上の過去または現在のステロイド使用者がいると推定される中で、臨床治療や医学的症例報告をもたらすほど重度の精神的障害を経験したステロイド使用者の割合は極めて小さいことを指摘した。
AAS使用とうつ病の関係は決定的ではない。1992年のレビューでは、AASはうつ病を緩和する場合と引き起こす場合があり、AASの使用中止または使用減少もうつ病をもたらす可能性があるが、データが散在しているため追加研究が必要だと述べている。

### 生殖
アンドロゲン、例えばテストステロン、アンドロステンジオン、およびジヒドロテストステロンは、精嚢、精巣上体、輸精管、陰茎、および前立腺などの男性生殖器官の発達に必要である。AASはテストステロンのテストステロンの同化効果を最大化するように設計された誘導体である。AASは重量挙げ、ボディビル、陸上競技などのスポーツで競うエリートアスリートによって消費される。男性のレクリエーションアスリートは「強化された」身体的外観を達成するためにAASを摂取する。
AASの消費は男性の視床下部-下垂体-性腺軸（HPG軸）を破壊する。HPG軸では、性腺刺激ホルモン放出ホルモン（GnRH）が視床下部の弓状核から分泌され、前葉下垂体を刺激して2つの性腺刺激ホルモン、卵胞刺激ホルモン（FSH）と黄体形成ホルモン（LH）を分泌する。成人男性では、LHは精巣のライディッヒ細胞を刺激してテストステロンを産生し、これは精子形成を通じて新しい精子を形成するのに必要である。AASの消費は、視床下部からのGnRHの抑制（長期ループメカニズム）または前葉下垂体への直接的なネガティブフィードバックによるゴナドトロピン放出の抑制（短期ループメカニズム）を通じて、用量依存的なゴナドトロピン放出の抑制をもたらし、AAS誘発性性腺機能低下症を引き起こす。

## 薬理学

### 作用機序

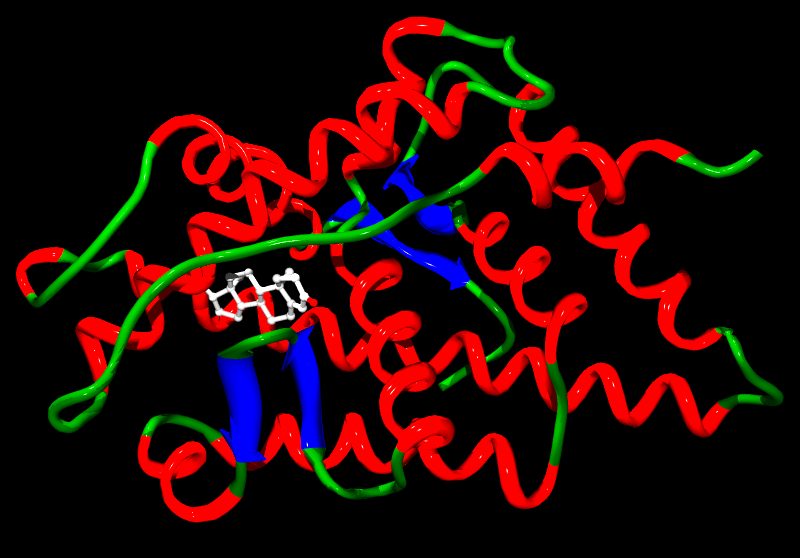
テストステロンに結合したヒトアンドロゲン受容体。タンパク質は赤、緑、青のリボン図で示され、ステロイドは白色で示されている。

AASの薬力学はペプチドホルモンとは異なる。水溶性ペプチドホルモンは脂肪の細胞膜を透過できず、細胞表面の受容体との相互作用を通じてのみ間接的に標的細胞の核に影響を与える。しかし、脂溶性ホルモンであるAASは膜透過性であり、直接作用によって細胞の核に影響を与える。AASの薬力学的作用は、外因性ホルモンがその細胞の細胞質に位置するアンドロゲン受容体（AR）に結合し、標的細胞の膜を透過したときに始まる。そこから、化合物ホルモン受容体複合体は核内に拡散し、そこで遺伝子の発現を変化させるか、細胞の他の部分へのシグナル伝達プロセスを活性化する。異なる種類のAASは、その化学構造に依存して、異なる親和性でAARに結合する。
AASが筋肉量に与える効果は、少なくとも2つの方法で引き起こされる：第一に、タンパク質の生産を増加させる。第二に、ストレスホルモンコルチゾールの筋肉組織への影響をブロックすることで回復時間を短縮し、筋肉の異化が大幅に減少する。この筋肉分解の減少は、筋肉の分解を促進する他のステロイドホルモンである糖質コルチコイドの作用をAASが阻害することで起こる可能性がある。AASは脂肪貯蔵細胞に発達する細胞の数にも影響を与え、筋肉細胞への細胞分化を促進する。

#### アンドロゲン受容体とのAASの分子間相互作用
アナボリックステロイドは筋肉、骨、生殖系など様々な組織にわたるARと相互作用する。ARに結合すると、アナボリックステロイドはホルモン-受容体複合体の細胞核への移行を引き起こし、そこで遺伝子発現を変化させるか細胞内シグナル伝達経路を活性化する。これにより、タンパク質合成の増加、筋肉成長の増強、筋肉異化の減少がもたらされる。
アナボリックステロイドは脂肪貯蔵細胞よりも筋肉細胞の発達を好む細胞分化に影響を与える。この分野の研究では、アナボリックステロイドの構造的修飾がARへの結合親和性とそれに伴う同化作用と男性化作用を決定する上で重要であることが示されている。これらの修飾は、ステロイドの遺伝子発現と細胞過程に影響を与える能力に影響を及ぼし、細胞レベルでのアナボリックステロイドの複雑な生物物理学的相互作用を強調している。

### 同化作用と男性化作用
その名前が示すように、AASには異なるが重複する2種類の効果がある：同化作用、つまり同化作用（細胞成長）を促進すること、そして男性化作用（または女性化作用）、つまり男性の特徴の発達と維持に影響を与えることである。
これらのホルモンの同化作用の例としては、アミノ酸からのタンパク質生合成の増加、食欲の増加、骨の再構築と成長の増加、そして骨髄の刺激があり、これは赤血球の産生を増加させる。様々な機序を通じて、AASは筋肉細胞の形成を刺激し、それによって骨格筋のサイズを増加させ、強さを増す。
AASの男性化作用は多数ある。使用期間によっては、ステロイドの副作用は不可逆的な場合がある。影響を受けるプロセスには、思春期の成長、皮脂腺の油脂産生、そして性行動（特に胎児発育において）がある。男性化作用の例としては、女性における陰核の成長と男児の陰茎の成長（成人の陰茎サイズはステロイドによって変化しない[要出典医学]）、声帯サイズの増加、性欲の増加、内因性性ホルモンの抑制、および精子の生産の障害などがある。女性への影響には、声の低音化、顔の毛の成長、そしておそらく乳房サイズの減少がある。男性は女性化乳房として知られる乳房組織の肥大、精巣萎縮、および精子数の減少を発達させる可能性がある。
AASの男性化：同化比率は、これらの化合物の臨床応用を決定する際の重要な要素である。アンドロゲン効果に対する同化効果の比率が高い化合物は、アンドロゲン置換療法（例えば、男性の性腺機能低下症の治療）の薬剤選択であり、一方、アンドロゲン：同化比率が減少した化合物は貧血および骨粗鬆症、そして外傷、手術、または長期の不動化に続くタンパク質喪失の反転に好まれる。男性化：同化比率の決定は通常、動物実験で行われ、これにより、弱い男性化効果を伴う同化活性を持つと主張される一部の化合物のマーケティングにつながった。この解離はヒトではあまり顕著ではなく、すべてのAASは重要な男性化効果を持っている。
1950年代にさかのぼる男性化：同化比率を決定するために一般的に使用されるプロトコルは、雄ラットの腹側前立腺（VP）と肛門挙筋（LA）の相対的重量を使用する。VP重量は男性化効果の指標であり、LA重量は同化効果の指標である。2つ以上のラットのバッチが去勢され、治療なしと、それぞれ関心のあるAASを与えられる。AASのLA/VP比は、ベースラインとして去勢されたが未治療のラットを使用して、その化合物による治療で生じるLA/VP重量増加の比率として計算される：（LAc,t–LAc）/（VPc,t–VPc）。ラット実験からのLA/VP重量増加比はテストステロンに対して単一ではなく（通常0.3-0.4）、しかし提示目的のために正規化され、他のAASとの比較の基礎として使用され、それらの男性化：同化比率はそれに応じてスケールされる（上の表に示すとおり）。2000年代初頭に、この手順はOECD全体で標準化され一般化され、現在はハーシュバーガーアッセイとして知られている。

#### 身体組成と筋力改善
アナボリックステロイドは筋繊維特性に顕著な影響を与え、筋繊維のサイズと種類の両方に影響する。この変化は筋力と持久力の向上に大きく貢献する。アナボリック-アンドロジェニックステロイド（AAS）は筋組織の細胞成分に直接影響を与えることでこれらの変化を引き起こす。研究によれば、これらの変化は単に表面的なものではなく、筋肉の構造的および機能的特性の深い変容を表していることが示されている。この変容は、ステロイドが身体能力と持久力を高める能力の重要な要因である。
男性の体重は短期間（<10週間）のAAS使用の結果として2〜5 kg増加することがあり、これは主に除脂肪量の増加に起因すると考えられる。動物実験では脂肪量の減少も見出されたが、ヒトでの研究の大部分では明確な脂肪量の減少を解明できなかった。除脂肪体重への効果は用量依存的であることが示されている。筋肥大と新しい筋繊維の形成の両方が観察されている。除脂肪量の水分はAAS使用による影響を受けないが、血液量の小さな増加は排除できない。
体の上部（胸部、首、肩、上腕）は、上半身のARの優位性のため、他の体の部位よりもAASに感受性が高いようである。長期のAAS自己投与の結果として、AAS使用者と非使用者の間で観察された筋繊維サイズの最大の差は、外側広筋および僧帽筋のタイプI筋繊維であった。薬物の中止後、効果はゆっくりと消えていくが、AAS使用の中止後6〜12週間以上持続する可能性がある。
筋力の向上は、使用される薬物と用量、および投与期間に大きく依存して、ベースライン筋力の5〜20%の範囲である。全体として、最も顕著な改善が観察された運動はベンチプレスである。ほぼ20年間、AASは経験豊富な筋力アスリートにのみ重要な効果を発揮すると仮定されていた。しかし、無作為化対照試験により、初心者アスリートでも10週間の筋力トレーニングプログラムに600 mg/週のテストステロンエナンテートを伴うと、トレーニングのみよりも筋力が向上する可能性があることが示された。この用量は、全く運動しなかった被験者でもプラセボと比較して除脂肪筋肉量を有意に改善するのに十分である。テストステロンエナンテートの同化作用は高度に用量依存的だった。

### 効果の解離
内因性/自然のAASであるテストステロンやDHTおよび合成AASは、ARに結合し活性化することによってその効果を仲介する。動物バイオアッセイに基づいて、これらの薬剤の効果は2つの部分的に解離可能なタイプに分けられている：同化作用（筋肉栄養）および男性化作用。テストステロンで観察される比率に対するこれらの2種類の効果の比率間の解離は、様々なAASを用いたラットバイオアッセイで観察される。解離の理論には、AAS間の細胞内代謝の違い、機能的選択性（コアクチベーターの異なる募集）、および核内受容体の非ゲノムメカニズム（すなわち、非AR膜アンドロゲン受容体、またはmARsを通じたシグナリング）がある。後者の2つの理論のサポートは限られており、より仮説的だが、細胞内代謝理論に対するサポートはかなりある。
AAS間の同化作用と男性化作用の解離の測定は、主にラット組織バイオアッセイを使用した単純だが時代遅れで洗練されていないモデルに基づいている。これは「筋肉栄養性-男性化指数」と呼ばれている。このモデルでは、筋肉栄養または同化活性はAASへの曝露に応じたラットの球海綿体筋/肛門挙筋の重量変化によって測定され、男性化活性はラットの腹側前立腺（または、あるいはラットの精嚢）の重量変化によって測定される。測定値は比率を形成するために比較される。

#### 細胞内代謝
テストステロンは様々な組織で5α-還元酵素によってDHTに代謝され、これはAR作動薬として3〜10倍強力であり、アロマターゼによってエストラジオールに代謝され、これはエストロゲンであり、ARへの有意な親和性を持たない。さらに、DHTは3α-ヒドロキシステロイドデヒドロゲナーゼ（3α-HSD）および3β-ヒドロキシステロイドデヒドロゲナーゼ（3β-HSD）によって、それぞれ3α-アンドロスタンジオールおよび3β-アンドロスタンジオールに代謝され、これらはARへの親和性がほとんどまたはまったくない代謝物である。5α-還元酵素は体中に広く分布しており、様々な程度で皮膚（特に頭皮、顔面、生殖器領域）、前立腺、精嚢、肝臓、および脳に集中している。対照的に、骨格筋における5α-還元酵素の発現は検出不可能である。アロマターゼは脂肪組織および脳に高度に発現しており、骨格筋にも有意に発現している。3α-HSDも骨格筋に高度に発現している。
自然のAASであるテストステロンやDHT、そして合成AASはアナログであり、構造的に非常に類似している。このため、これらは同じステロイド代謝酵素によって結合され代謝される能力を持つ。細胞内代謝の説明によると、特定のAR作動薬の男性化対同化作用の比率は、上述の酵素によって変換される能力と、それによって生じる産物のAR活性との関連がある。例えば、テストステロンのAR活性は、5α-還元酵素が発現している組織において5α-還元酵素による局所的なDHTへの変換によって大幅に増強されるが、5α-還元酵素によって代謝されないか、すでに5α-還元されているAAS、例えばDHT自体またはその誘導体（メステロロンやドロスタノロンなど）は、そのような組織でそのような増強を受けない。さらに、ナンドロロンは5α-還元酵素によって代謝されるが、テストステロンとDHTの場合とは異なり、ナンドロロンの5α-還元された代謝物はナンドロロン自体よりもARへの親和性がはるかに低く、これにより5α-還元酵素を発現する組織ではAR活性化が減少する。皮膚／毛包や男性生殖組織などのいわゆる「アンドロゲン作用」組織は5α-還元酵素の発現が非常に高いのに対し、骨格筋は5α-還元酵素がほとんど存在しないため、これは主にナンドロロンや様々な他のAASに見られる高い筋肉栄養-男性化比率と解離を説明するものである。
5α-還元酵素以外にも、アロマターゼは骨格筋と脂肪組織におけるテストステロンシグナル伝達を不活性化する可能性があるため、アロマターゼ親和性を欠くAAS、すなわち女性化乳房という潜在的な副作用がない上に、比較的に高い筋肉栄養-男性化比率を持つことが期待できる。さらに、DHTは骨格筋（および心臓組織）における3α-HSDの高い活性によって不活性化され、3α-HSDに対する親和性を欠くAASも同様に高い筋肉栄養-男性化比率を持つことが期待できる（ただし長期的な心血管リスクが増加する可能性もある）。これに従い、DHT、メスタノロン（17α-メチル-DHT）、およびメステロロン（1α-メチル-DHT）は全て、骨格筋における3α-HSDによる不活性化のために非常に同化作用が弱いと説明されている一方、他の構造的特徴を持つDHT誘導体、例えばメテノロン、オキサンドロロン、オキシメトロン、ドロスタノロン、およびスタノゾロールは全て3α-HSDの基質となりにくく、強力な同化薬として説明されている。
細胞内代謝理論は、これらの効果が同じシグナル受容体を介して媒介されるにもかかわらず、同化作用と男性化作用の間の顕著な解離がどのように、そしてなぜ起こりうるのか、そしてなぜこの解離が常に不完全であるのかを説明する。このモデルをサポートするのは、先天性5α-還元酵素タイプ2欠損症という稀な状態で、これでは5α-還元酵素タイプ2酵素が欠陥しており、DHTの産生が障害されDHTレベルが低い一方、テストステロンレベルは正常である。この状態の男性は両性具有的な生殖器と重度に発達不全または完全に欠如した前立腺腺を持って生まれる。さらに、思春期には、このような男性は正常な筋肉、声の低音化、リビドーを発達させるが、顔の毛が減少し、体毛は女性のパターン（つまり、主に恥骨三角部と脇の下に限定される）を示し、男性型脱毛の発生がなく、前立腺肥大や前立腺癌の発生もない。彼らはまた、彼らの状態の結果として女性化乳房を発症しないことも注目される。

#### 機能的選択性
動物研究では、ARの活性化時に2種類の異なるアンドロゲン応答エレメントがテストステロンとDHTに対して異なる反応を示すことが見出された。しかし、これが異なるAASの同化作用-筋肉栄養作用比率の差異に関与しているかどうかは不明である。

#### 非ゲノム機構
テストステロンは核内ARを通じてだけでなく、ZIP9やGPRC6Aを含むmARsを通じてもシグナルを送る。mARsを通じた差異的なシグナル伝達がAASの同化作用と男性化作用の解離に関与している可能性が提案されている。実際、DHTはテストステロンのZIP9に対する親和性の1%未満であり、合成AASメトリボロンとミボレロンも同様に受容体に対する効果的な競合物質ではない。これはAASがARとmARsに対して異なる相互作用を示すことを示している。しかし、完全型アンドロゲン不応症（CAIS）の女性は、46,XY（「男性」）遺伝子型と精巣を持ちながらもARに欠陥があり機能しないため、この概念への挑戦である。彼女たちはテストステロンなどのアンドロゲンのAR媒介効果に完全に鈍感であり、テストステロンレベルが正常な男性の範囲の高い部分にありながらも、完全に女性の表現型を示す。これらの女性はほとんど、あるいは全く皮脂産生、にきびの発生、または体毛の成長（恥骨部と腋窩領域を含む）がない。さらに、CAIS女性は女性として正常な除脂肪体重を持っているが、もちろん男性と比較すると大幅に減少している。これらの観察は、ARが主に、またはアンドロゲンによって引き起こされる男性化と筋肉栄養に責任があることを示唆している。しかし、mARsはテストステロンの健康関連効果のいくつか、例えば前立腺癌のリスクと進行の調節に関与していることが見出されている。

#### 抗ゴナドトロピン作用
内因性テストステロンレベルの変化もテストステロンと合成AAS間の筋肉栄養-男性化比率の差異に寄与する可能性がある。AR作動薬は抗ゴナドトロピン作用を持つ—つまり、用量依存的に性腺テストステロン産生を抑制し、従って全身テストステロン濃度を減少させる。内因性テストステロンレベルを抑制し、体内のARシグナル伝達を外因性AASのそれに効果的に置き換えることで、特定のAASの筋肉栄養-男性化比率はさらに用量依存的に増加し、このため異なるAAS間の筋肉栄養-男性化比率の差異に寄与する追加的要因となる可能性がある。さらに、一部のAAS、例えばナンドロロンのような19-ノルテストステロン誘導体は、強力なプロゲストーゲンでもあり、プロゲステロン受容体（PR）の活性化はARの活性化と同様に抗ゴナドトロピン作用を持つ。十分なARとPRの活性化の組み合わせは、男性の循環テストステロンレベルを去勢レベルまで抑制することができる（つまり、性腺テストステロン産生の完全な抑制と循環テストステロンレベルが約95%減少）。そのため、プロゲストーゲン活性の組み合わせはさらに特定のAASの筋肉栄養-男性化比率を増加させる役割を果たす可能性がある。

### GABAA受容体調節
テストステロン、DHT、スタノゾロール、メチルテストステロンなど一部のAASは、アロプレグナノロン、3α-アンドロスタンジオール、デヒドロエピアンドロステロンサルフェート、プレグネノロンサルフェートなどの内因性神経ステロイドと同様にGABAA受容体を調節することが見出されている。これがAASの神経学的および行動的効果への代替または追加のメカニズムとして寄与する可能性があることが示唆されている。

### AASの比較
AASは様々な方法で異なる、例えば5α-還元酵素、3-ヒドロキシステロイドデヒドロゲナーゼ、アロマターゼなどのステロイド生成酵素によって代謝される能力において、5α-還元によってAR作動薬としての効力が増強されるか減少するか、同化/筋肉栄養対アンドロゲン効果の比率において、エストロゲン、プロゲストーゲン、神経ステロイド活性において、経口活性において、肝毒性を生じる能力において異なる。

#### 5α-還元酵素と男性化作用
テストステロンは5α-還元酵素によって皮膚、頭皮、前立腺、精嚢などのいわゆるアンドロゲン組織でDHTに強く変換されるが、筋肉や骨では5α-還元酵素が発現していないか最小限にしか発現していない。DHTはARの作動薬としてテストステロンよりも3～10倍強力であるため、テストステロンのAR作動薬活性はそのような組織で著しく選択的に増強される。テストステロンとは対照的に、DHTや他の4,5α-二水素化AASはすでに5α-還元されており、このためアンドロゲン組織で増強されない。ナンドロロンなどの19-ノルテストステロン誘導体はテストステロンと同様に5α-還元酵素によって代謝されるが、19-ノルテストステロン誘導体の5α-還元代謝物（例えば5α-ジヒドロナンドロロン）はAR作動薬としての活性が低下する傾向があり、結果として5α-還元酵素を発現する組織ではアンドロゲン活性が低下する。さらに、トレストロン（7α-メチル-19-ノルテストステロン（MENT））、11β-メチル-19-ノルテストステロン（11β-MNT）、ジメタンドロロン（7α,11β-ジメチル-19-ノルテストステロン）などの一部の19-ノルテストステロン誘導体は5α-還元されない。逆に、メチルテストステロンなど特定の17α-アルキル化AASはテストステロンと同様にアンドロゲン組織で5α-還元され増強される。しかし、17α-アルキル化DHT誘導体はすでに4,5α-還元されているため、5α-還元酵素によって増強されない。
5α-還元酵素によって代謝される能力と得られる代謝物のAR活性は、特定のAASのアンドロゲン-筋肉栄養比率の主要な、そして恐らく最も重要な決定要因の一つである。アンドロゲン組織で5α-還元酵素によって増強されないか5α-還元酵素によって弱められるAASは、にきび、男性型脱毛、多毛症（過剰な男性型毛髪成長）、良性前立腺肥大（前立腺肥大）、前立腺癌などのアンドロゲン副作用のリスクが低減されるが、筋肥大、骨の変化、声の低音化、性欲の変化などの他の効果の発生と大きさには差がない。

#### アロマターゼとエストロゲン作用
テストステロンはアロマターゼによってエストラジオールに代謝されることがあり、他の多くのAASも同様に対応するエストロゲン代謝物に代謝されることがある。例として、17α-アルキル化AASメチルテストステロンとメタンジエノンはアロマターゼによってメチルエストラジオールに変換される。DHTなどのテストステロンの4,5α-二水素化誘導体はアロマターゼ化できないが、ナンドロロンなどの19-ノルテストステロン誘導体は可能だが大幅に減少した程度である。ジメタンドロロンや11β-MNTなどの一部の19-ノルテストステロン誘導体は、11β-メチル基がもたらす立体障害のため、アロマターゼ化することができないが、密接に関連するAASであるトレストロン（7α-メチル-19-ノルテストステロン）は11β-メチル基がないため、アロマターゼ化することができる。17α-アルキル化されている（かつ4,5α-還元または19-脱メチル化されていない）AASもアロマターゼ化されるが、テストステロンよりも程度が低い。しかし、17α-置換されているエストロゲン（例えばエチニルエストラジオールやメチルエストラジオール）は改善された代謝安定性のため、エストロゲン効力が著しく増加することは注目に値する。このため、17α-アルキル化AASは実際に高いエストロゲン作用を持ち、テストステロンと比較してより大きなエストロゲン効果を持つ場合がある。
エストロゲン作用の主な効果は女性化乳房（女性のような乳房）である。テストステロン、特にメチルテストステロンのようなアロマターゼ化の可能性が高いAASは、十分に高い用量で女性化乳房のリスクが高いが、ナンドロロンのようなアロマターゼ化の可能性が低減されたAASは、はるかに低いリスクを示す（ただし高用量では依然として潜在的に重大）。対照的に、4,5α-還元されたAASや一部の他のAAS（例えば11β-メチル化19-ノルテストステロン誘導体）は女性化乳房のリスクがない。女性化乳房に加えて、エストロゲン作用の高いAASは抗ゴナドトロピン活性が増加しており、これにより視床下部-下垂体-性腺軸と生殖腺テストステロン産生の抑制における効力が増加する。

#### プロゲストーゲン活性
ナンドロロン、トレンボロン、エチルエストレノール（エチルナンドロール）、メトリボロン（R-1881）、トレストロン、11β-MNT、ジメタンドロロンなど、多くの19-ノルテストステロン誘導体は、プロゲステロン受容体（PR）の強力な作動薬であり、したがってAASに加えてゲスターゲンでもある。エストロゲン活性の場合と同様に、これらの薬物のプロゲストーゲン活性は抗ゴナドトロピン活性を増強する。これにより、抗精子形成薬および男性避妊薬としてのこれらのAASの効力と有効性が高まる（あるいは別の言い方をすれば、無精子症および可逆的な男性不妊を引き起こす効力と有効性が高まる）。

#### 経口活性と肝毒性
テストステロン自体、DHT、ナンドロロンなどの非17α-アルキル化テストステロン誘導体はすべて、広範な初回通過肝代謝のために経口バイオアベイラビリティが低く、したがって経口活性がない。このような例外としては、アンドロゲン前駆体またはプロホルモンであるAASがあり、これにはデヒドロエピアンドロステロン（DHEA）、アンドロステンジオール、アンドロステンジオン、ボルジオン（アンドロスタジエンジオン）、ボランジオール（ノルアンドロステンジオール）、ボランジオン（ノルアンドロステンジオン）、ジエンジオン、メンタボラン（MENTジオン、トレスチオン）、メトキシジエノン（メトキシゴナジエン）などが含まれる（ただしこれらは比較的弱いAASである）。経口活性のないAASは、ほぼ完全にエステルの形で筋肉内注射によって投与され、これはデポットとして作用し、長時間作用するプロドラッグとして機能する。例としては、テストステロンシピオネート、テストステロンエナンテート、テストステロンプロピオネートとしてのテストステロン、およびナンドロロンフェニルプロピオネートおよびナンドロロンデカノエートとしてのナンドロロンが含まれる（テストステロンとナンドロロンエステルの完全なリストについてはこちらを参照）。例外は非常に長鎖エステルのテストステロンウンデカノエートであり、これは経口活性があるが、非常に低い経口バイオアベイラビリティ（約3%）である。対照的に、17α-アルキル化テストステロン誘導体は立体障害により代謝に対する抵抗性を示し、経口活性があるが、エステル化され筋肉内注射によっても投与される場合がある。
経口活性に加えて、17α-アルキル化は肝毒性に対する高い可能性も与え、すべての17α-アルキル化AASは、稀ではあるが長期間の使用後（1〜17%間の異なる推定）、肝毒性と関連している。対照的に、テストステロンエステルは肝毒性とほとんど、あるいは全く関連がなく、他の非17α-アルキル化AASも稀にしか関連がない。ただし、長期使用はまだ肝臓の変化のリスクを増加させる可能性があるが（ただし17α-アルキル化AASよりもはるかに低い速度で、報告によれば置換用量では発生しない）。これに従い、テストステロンとDHTのD環グルクロニドは胆汁うっ滞性であることが見出されている。
プロホルモンとテストステロンウンデカノエートを除いて、ほぼすべての経口活性AASは17α-アルキル化されている。17α-アルキル化されていない一部のAASは経口活性がある。いくつかの例としては、テストステロン17-エーテルクロキソテストステロン、キンボロン、シランドロンがあり、これらはプロドラッグ（それぞれテストステロン、ボルデノン（Δ1-テストステロン）、およびテストステロンに）である。DHT 17-エーテルにはメピチオスタン、メサボロン、プロスタノゾール（これらもプロドラッグである）、1-メチル化DHT誘導体メステロロンとメテノロン（ただしこれらは比較的弱いAASである）、そして19-ノルテストステロン誘導体ジメタンドロロンと11β-MNTがあり、これらは11β-メチル基のため初回通過肝代謝に対する抵抗性が向上している（対照的に、関連するAASであるトレストロン（7α-メチル-19-ノルテストステロン）は経口活性がない）。これらのAASは17α-アルキル化されていないため、肝毒性の可能性は最小限である。

#### 神経ステロイド活性
DHTは、その代謝物3α-アンドロスタンジオール（3α-ヒドロキシステロイドデヒドロゲナーゼ（3α-HSD）によって産生される）を介して、GABAA受容体の正のアロステリック調節によって作用する神経ステロイドである。テストステロンも、DHTへの変換を介して、代謝物として3α-アンドロスタンジオールを産生し、したがって同様の活性を持つ。テストステロン、DHT、スタノゾロール、メチルテストステロンなど、5α-還元されるか可能性がある一部のAASは、GABAA受容体を調節することができるか可能性があり、これは気分、不安、攻撃性、性欲に関して、中枢神経系効果への代替または追加的メカニズムとして寄与する可能性がある。

## 化学
AASはアンドロスタンまたはエストランステロイドである。それらにはテストステロン（アンドロスト-4-エン-17β-オール-3-オン）および以下のような様々な構造的修飾を持つ誘導体が含まれる：
- 17α-アルキル化（英語版）：メチルテストステロン（英語版）、メタンジエノン（英語版）、フルオキシメステロン（英語版）、オキサンドロロン、オキシメトロン（英語版）、スタノゾロール、ノルエタンドロロン（英語版）、エチルエストレノール（英語版）
- 19-脱メチル化：ナンドロロン、トレンボロン（英語版）、ノルエタンドロロン（英語版）、エチルエストレノール（英語版）、トレストロン（英語版）、ジメタンドロロン（英語版）
- 5α-還元：アンドロスタノロン（英語版）、ドロスタノロン（英語版）、メスタノロン（英語版）、メステロロン（英語版）、メテノロン、オキサンドロロン、オキシメトロン（英語版）、スタノゾロール
- 3β-および/または17β-エステル化（英語版）：テストステロンエナンテート（英語版）、ナンドロロンデカノエート（英語版）、ドロスタノロンプロピオネート（英語版）、ボルデノンウンデシレネート（英語版）、トレンボロンアセテート（英語版）

また、1-脱水素化（例えばメタンジエノン、ボルデノン）、1-置換（例えばメステロロン、メテノロン）、2-置換（例えばドロスタノロン、オキシメトロン、スタノゾロール）、4-置換（例えばクロステボル、オキサボロン）、およびその他の様々な修飾のような他のものも含む。

### アナボリックステロイドの構造変換

#### テストステロンから誘導体へ
DHT、ナンドロロン、メタンジエノン（ダイアナボール）、クロロデヒドロメチルテストステロン（ツリナボール）、フルオキシメステロン（ハロテスチン）、ボルデノン（エクイポイズ）への変換：

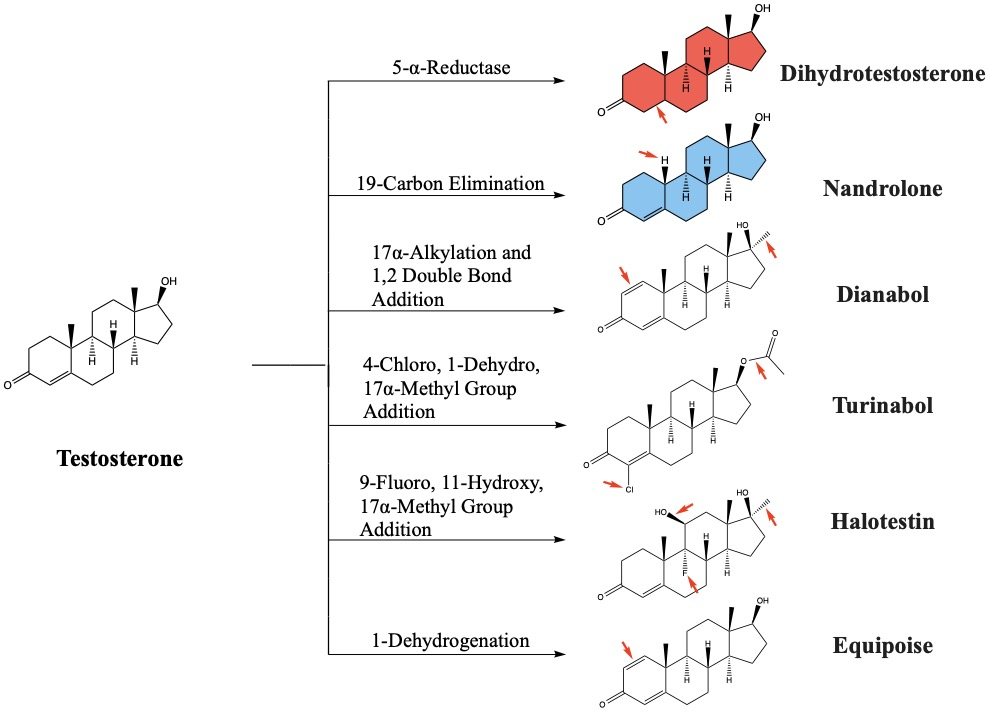
赤い矢印はテストステロンから6つの異なるアナボリックステロイドへの構造変換における分子的違いを示している。

#### DHTから誘導体へ
DHTからスタノゾロール（ウィンストロール）、メテノロンアセテート（プリモボラン）、オキシメトロン（アナドロール）、メタステロン（スーパードロール）への変換：

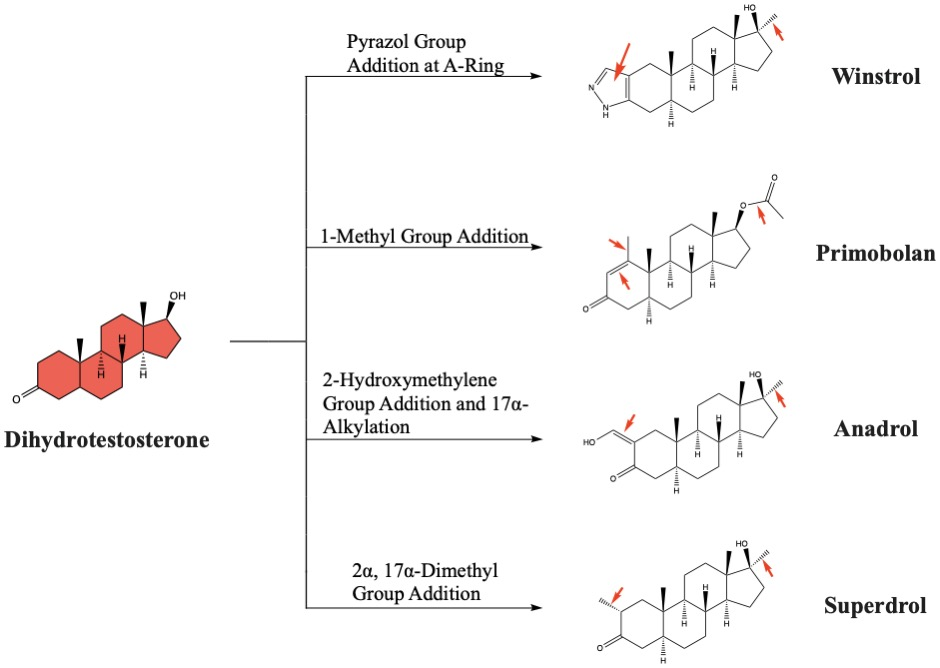
赤い矢印はDHTから4つの異なるアナボリックステロイドへの構造変換における分子的違いを示している。

#### ナンドロロンから誘導体へ
ナンドロロンからトレストロン、トレンボロン、ノルボレトン、エチルエストレノールへの変換：

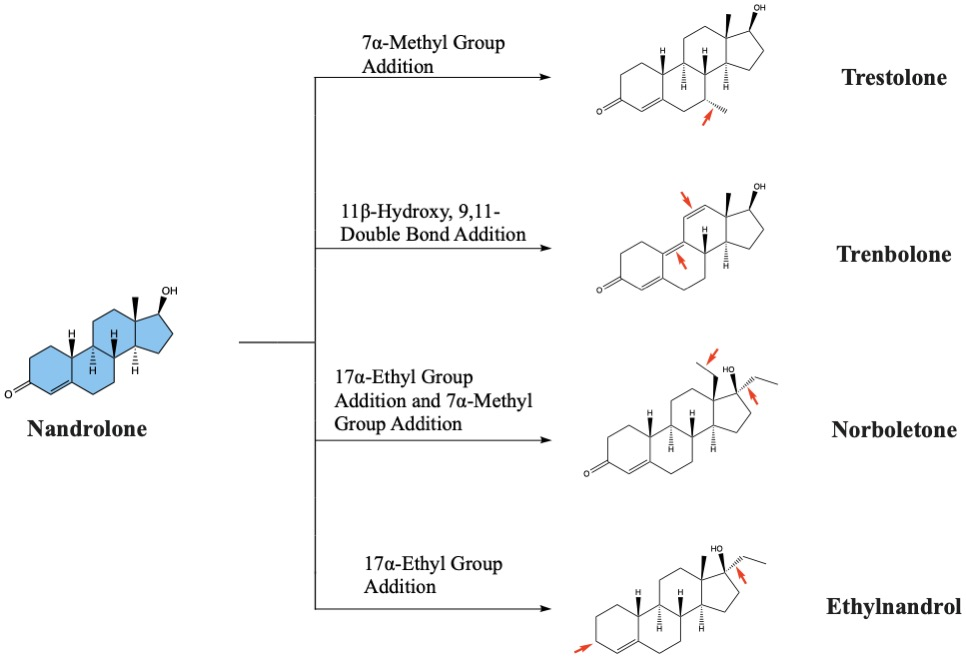
赤い矢印はナンドロロンから4つの異なるアナボリックステロイドへの構造変換における分子的違いを示している。

### 体液中の検出
AAS使用を検出するための最も一般的に使用されるヒト生理学的検体は尿であるが、血液と毛髪もこの目的のために調査されている。AASは、内因性か外因性かにかかわらず、様々な酵素経路によって広範な肝生体変換を受ける。主要な尿中代謝物質は、特定の薬剤、用量、投与経路に応じて、最後の使用から最大30日間検出可能な場合がある。多くの薬物は共通の代謝経路を持ち、その排泄プロファイルは内因性ステロイドのものと重複する可能性があり、検査結果の解釈は分析化学者にとって非常に重要な課題となる。尿検体中の物質またはその排泄産物を検出する方法は通常、ガスクロマトグラフィー–質量分析法または液体クロマトグラフィー-質量分析法を含む。

## 歴史
| アンドロスタノロン                 | DHT            | アンドラクチム      | PO, IM, TD   | 1953     |
| ボルデノンウンデシレネート         | エステル       | エクイポイズ        | IM           | 1960年代 |
| ダナゾール                         | アルキル       | ダノクリン          | PO           | 1971     |
| ドロスタノロンプロピオネート       | DHT エステル   | マステロン          | IM           | 1961     |
| エチルエストレノール               | 19-NT アルキル | マキシボリン        | PO           | 1961     |
| フルオキシメステロン               | アルキル       | ハロテスチン        | PO           | 1957     |
| メスタノロン                       | DHT アルキル   | アンドロスタロン    | PO           | 1950年代 |
| メステロロン                       | DHT            | プロビロン          | PO           | 1967     |
| メタンジエノン                     | アルキル       | ダイアナボール      | PO, IM       | 1958     |
| メテノロンアセテート               | DHT エステル   | プリモボラン        | PO           | 1961     |
| メテノロンエナンテート             | DHT エステル   | プリモボランデポー  | IM           | 1962     |
| メチルテストステロン               | アルキル       | メタンドレン        | PO           | 1936     |
| ナンドロロンデカノエート           | 19-NT エステル | デカ・デュラボリン  | IM           | 1962     |
| ナンドロロンフェニルプロピオネート | 19-NT エステル | デュラボリン        | IM           | 1959     |
| ノルエタンドロロン                 | 19-NT アルキル | ニルバー            | PO           | 1956     |
| オキサンドロロン                   | DHT アルキル   | オキサンドリン      | PO           | 1964     |
| オキシメトロン                     | DHT アルキル   | アナドロール        | PO           | 1961     |
| プラステロン                       | プロホルモン   | イントラロサ        | PO, IM, 膣内 | 1970年代 |
| スタノゾロール                     | DHT アルキル   | ウィンストロール    | PO, IM       | 1962     |
| テストステロンシピオネート         | エステル       | デポ-テストステロン | IM           | 1951     |
| テストステロンエナンテート         | エステル       | デラテストリル      | IM           | 1954     |
| テストステロンプロピオネート       | エステル       | テストビロン        | IM           | 1937     |
| テストステロンウンデカノエート     | エステル       | アンドリオール      | PO, IM       | 1970年代 |
| トレンボロンアセテート             | 19-NT エステル | フィナジェット      | IM           | 1970年代 |
| 1. 2. 3. 4. 5. 6. 7. 8.            |                |                     |              |          |

### アンドロゲンの発見
生殖腺ステロイドの使用は、それらの同定と分離より前から行われていた。牛の尿を腹水、心不全、腎不全、尋常性白斑の治療に使用することがスシュルタ・サンヒターに詳細に記載されており、古代インド人が紀元前6世紀頃に牛の尿のステロイド特性について理解していたことを示唆している。尿からのホルモン抽出は紀元前100年頃に中国で始まった。精巣抽出物の医療的使用は19世紀後半に始まったが、その強さへの影響はまだ研究中であった。生殖腺ステロイドの分離は1931年にさかのぼり、マールブルクの化学者アドルフ・ブーテナントが何万リットルもの尿から男性ホルモンアンドロステノン15ミリグラムを精製した。このステロイドはその後1934年にチューリッヒの化学者レオポルト・ルジチカによって合成された。
1930年代には、精巣にはアンドロステノンよりも強力なアンドロゲンが含まれていることがすでに知られており、オランダ、ドイツ、スイスの競合する製薬会社に資金提供された3つの科学者グループが、それを分離するために競争した。このホルモンは、カロリ・ギュラ・デーヴィッド、E・ディンゲマンゼ、J・フロイド、エルンスト・ラカーによって1935年5月の論文「精巣からの結晶性男性ホルモン（テストステロン）について」で初めて同定された。彼らはこのホルモンを「精巣」と「ステロール」の語幹、そして「ケトン」の接尾辞から「テストステロン」と名付けた。テストステロンの化学合成はその年の8月に達成され、ブーテナントとG・ハニシュが「コレステロールからテストステロンを調製する方法」を記述した論文を発表した。わずか1週間後、3番目のグループであるルジツカとA・ウェットシュタインが「精巣ホルモンテストステロン（アンドロステン-3-オン-17-オール）の人工調製について」の特許出願を発表した。ルジツカとブーテナントには彼らの仕事に対して1939年のノーベル化学賞が提供されたが、ナチス政府はブーテナントに名誉を辞退するよう強制した。しかし、彼は第二次世界大戦の終結後に賞を受け入れた。
ヒトに対する臨床試験は、メチルテストステロンの経口投与またはテストステロンプロピオネートの注射を含み、1937年に早くも始まった。第二次世界大戦中にドイツ兵士にAASが投与されたという噂がしばしば報告されているが、目的は彼らの攻撃性と持久力を高めることであったというが、これらはまだ証明されていない:6。アドルフ・ヒトラー自身も、彼の医師によれば、様々な病気を治療するためにテストステロン誘導体の注射を受けていた。AASはナチスによって強制収容所の囚人に対して行われた実験で使用され、後に連合国がナチスの強制収容所を生き延びた栄養失調の犠牲者を治療しようとした際にも使用された:6。大統領ジョン・F・ケネディは大統領就任前および在任中にステロイドを投与された。

### 合成AASの開発
テストステロンの筋肉増強特性の開発は1940年代にソビエト連邦や東側諸国、特に東ドイツで追求され、そこではステロイドプログラムがオリンピックやその他のアマチュアの重量挙げ選手のパフォーマンス向上のために使用された。ロシアの重量挙げ選手の成功に対応して、米国オリンピックチームの医師であるジョン・ボズリー・ジーグラーは、男性化効果が軽減されたAASを開発するために合成化学者と協力した。ジーグラーの仕事はメタンジエノンの生産をもたらし、シバファーマシューティカルズはこれをダイアナボールとして市場に出した。この新しいステロイドは1958年に食品医薬品局（FDA）によって米国での使用が承認された。それは最も一般的に火傷の被害者と高齢者に投与された。この薬の適応外使用者はほとんどがボディビルダーとウェイトリフターであった。ジーグラーはアスリートに少量のみを処方したが、メタンジエノンを使用した者が前立腺の肥大と精巣の萎縮を発症したことをすぐに発見した。AASは1976年に国際オリンピック委員会（IOC）の禁止物質リストに掲載され、10年後、多くのアスリートが競技中ではなく練習期間中にAASを使用していたため、委員会は「競技外」ドーピング検査を導入した。
テストステロンをさまざまなAASに改良する3つの主要なアイデアがあった：C17α位置でのメチル基またはエチル基によるアルキル化は、肝臓による薬物の分解を遅らせるため、経口活性のある化合物を作り出した。C17β位置でのテストステロンとノルテストステロンのエステル化により、物質を非経口的に投与することができ、油性液体に可溶な薬剤は体内に数ヶ月間存在する可能性があるため、効果の持続時間が増加する。リング構造の変更は、様々な同化対男性化効果比率を得るために、経口および非経口薬剤の両方に適用された。

## 社会と文化

### 語源
アンドロゲンは1930年代に発見され、男性化（すなわち、男性化）および同化（例えば、筋肉栄養性、腎栄養性）として記述される効果を持つと特徴づけられた。「アナボリックステロイド」という用語は少なくとも1940年代半ばにさかのぼることができ、その時点では同化効果を持つが男性化効果が最小限またはないテストステロン由来のステロイドという、当時の仮説的概念を表すために使用されていた。この概念は、ステロイドには腎栄養性対男性化作用の比率が顕著に異なるものがあるという観察に基づいて考案され、これは同化作用と男性化作用が分離可能かもしれないことを示唆した。
1953年、ノルエタンドロロン（17α-エチル-19-ノルテストステロン）として知られるテストステロン由来のステロイドがG. D. サール＆カンパニーで合成され、プロゲスチンとして研究されたが、市販されなかった。その後、1955年に動物におけるテストステロン様活性について再検査され、テストステロンと同様の同化活性を持つが、男性化能力はわずか16分の1であることが判明した。それは同化作用と男性化作用の明瞭で好ましい分離を持つ最初のステロイドとして発見され、それゆえに「最初のアナボリックステロイド」として記述されている。ノルエタンドロロンは1956年に医療用として導入され、すぐに類似の多くのステロイド、例えば1959年にはナンドロロンフェニルプロピオネート、1962年にはスタノゾロールが続いた。これらの発展により、「アナボリックステロイド」という言葉がそのようなステロイドを指す好ましい用語（「アンドロゲン」より）となり、広く使用されるようになった。
「アナボリックステロイド」は元々、同化作用と男性化作用の明確な分離を持つテストステロン由来のステロイドを特に記述することを意図していたが、今日では男性化能力にかかわらず、AR作動薬に基づく同化効果を持つすべてのステロイドに無差別に適用されており、非合成および非優先的同化ステロイドであるテストステロンのようなものも含まれる。多くのアナボリックステロイドは同化能力と比較して男性化能力が低下しているが、完全に同化作用のみを持つアナボリックステロイドは存在せず、したがってすべてのアナボリックステロイドは少なくともある程度の男性化作用を保持している。（同様に、すべての「アンドロゲン」は本質的に同化作用を持つ）。実際、両方のタイプの効果が同じシグナル受容体、ARによって媒介されるため、同化作用と男性化作用を完全に分離することはおそらく不可能である。そのため、「アナボリックステロイド」と「アンドロゲン」という用語の区別は疑問であり、これが改訂されたより最近の用語「アナボリック-アンドロジェニックステロイド」（「AAS」）の基礎となっている。
デイビッド・ハンデルスマンは多くの出版物でAASに関する用語と理解を批判してきた。ハンデルスマンによると、製薬業界は女性や子供への使用により適したマスキュリン化しない同化剤を作るために、20世紀半ばにAASのいわゆる「アンドロジェニック（男性化）」効果と「アナボリック（同化）」効果を分離しようとした。しかし、この試みは完全に失敗し、1970年代には放棄された。この失敗は、その後の筋肉と生殖組織の両方でAASの効果を仲介する単一のアンドロゲン受容体（AR）の発見と、アンドロジェニックまたは男性化効果とアナボリックまたは筋肉栄養効果を区別するために使用された欠陥のある動物アンドロゲンバイオアッセイ（つまり、代表的ではない肛門挙筋を含むハーシュバーガーアッセイ）の誤解釈によるものであった。実際には、すべてのAASは本質的に同様のAR媒介効果を持っているが、5α-還元と関連する代謝増幅や不活性化またはその欠如に基づいて、一部の組織（例えば、皮膚、毛嚢、前立腺）において、ある程度の効力の差があるかもしれない。ハンデルスマンによれば、「アナボリックステロイド」および「アナボリック-アンドロジェニックステロイド」という用語は時代遅れで意味がなく、生理学的な区別の基礎がないにもかかわらず、これらの薬剤をアンドロゲンと誤って区別している。実際、「アナボリック」と「アンドロジェニック」の概念の使用と区別、および「アナボリック-アンドロジェニックステロイド」という用語が矛盾していることが指摘されており、アナボリックは筋肉増強を指し、アンドロジェニックは男性の二次性徴の誘導と維持（これには原則として同化または筋肉増強効果が含まれる）を指す。ハンデルスマンは、これらの用語を廃止し、代わりにAASをすべて単に「アンドロゲン」と呼ぶべきだと主張しており、彼の出版物でこれらの薬剤を指すためにこの用語を排他的に使用している。「アナボリック-アンドロジェニックステロイド」という用語は、これらの薬剤の2種類の作用を記述する上で技術的に正確であるが、ハンデルスマンはこの用語を不必要かつ冗長と考え、それを「黄体-妊娠プロゲスチン」や「乳腺-子宮エストロゲン」のような仮想的な使用されたことのない用語に例えている。ハンデルスマンはまた、「アナボリックステロイド」がコルチコステロイドと容易に混同される可能性があると指摘している。AAS以外にも、ハンデルスマンは「選択的アンドロゲン受容体修飾薬（SARM）」という用語とこれらの薬剤に関する主張も批判している。

### 法的地位
AASの法的地位は国によって異なり、一部の国では他の国よりも使用や処方に関してより厳しい管理を行っているが、多くの国では違法ではない。米国、カナダ、ヨーロッパでは、AASは現在、規制物質法の下でスケジュールIII規制物質として記載されており、これにより処方箋なしでそのような物質を単純に所持することは、初犯の場合、最大1年の懲役に処される連邦犯罪となる。AASの違法な配布または配布の意図を持った所持は、初犯として最大10年の懲役に処される。カナダでは、AASとその誘導体は規制薬物および物質法の一部であり、スケジュールIV物質であり、処方箋なしで入手または販売することは違法だが、所持は罰則の対象ではなく、その結果はスケジュールI、II、またはIII物質のために留保されている。カナダでAASの購入または販売で有罪となった者は、最長18か月の懲役に処される可能性がある。輸出入も同様の罰則を伴う。
カナダでは、研究者はステロイド使用が学生アスリートの間で極めて広まっていると結論づけている。1993年にカナダ薬物フリースポートセンターが実施した調査では、11歳から18歳のカナダ人のうち約83,000人がステロイドを使用していることがわかった。AASはオーストラリア、アルゼンチン、ブラジル、ポルトガルでも処方箋なしでは違法であり、イギリスではクラスC規制薬物として記載されている。AASはメキシコやタイなど一部の国では処方箋なしで容易に入手可能である。
| 物質                           | 例                                                            | ホルモン物質として分類 | 同化作用と男性化作用 | 合法的なOTC販売    |
| ------------------------------ | ------------------------------------------------------------- | ---------------------- | -------------------- | ------------------ |
| 天然テストステロン             | テストステロン                                                | ホルモン性             | あり                 | 非合法             |
| 人工的に作られた同化ステロイド | トレンボロン、オキサンドロロン                                | ホルモン性             | あり                 | 非合法             |
| プロホルモン                   | 4-アンドロステンジオン                                        | ホルモン性             | 間接的のみ           | 非合法             |
| 植物性アンドロゲン             | ダイゼイン、グッタペルカトリテルペノイド                      | なし                   | あり                 | 合法               |
| 植物性ステロイド               | カンペステロール、ベータ-シトステロール、スティグマステロール | なし                   | 間接的のみ           | 合法               |
| キセノアンドロゲン             | 修飾トコフェロール、修飾ニコチンアミド                        | なし                   | あり                 | 合法               |
| 植物性エクジステロイド         | (25S)-20, 22-O-(R-エチリデン)イノコステロン                   | なし                   | あり                 | 合法               |
| 選択的アンドロゲン受容体修飾薬 | オスタリン                                                    |                        | 同化作用             | ヒト消費用ではない |

#### アメリカ合衆国

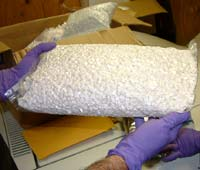
2007年9月のOperation Raw Dealの摘発中に米国薬物取締局が押収したステロイド薬

米国のAASに関する法律の歴史は1980年代後半に遡り、米国議会がベン・ジョンソンの1988年ソウルオリンピックでの勝利を巡る論争の後、AASを規制物質法の下に置くことを検討した。AASは1990年アナボリックステロイド管理法において規制物質法のスケジュールIIIに追加された。
同法はまた、AASとヒト成長ホルモンの違法な流通に関わる犯罪に対して、より厳しい管理とより高い刑事罰を導入した。1990年代初頭、米国でAASがスケジュール化された後、チバ、サール、シンテックスなど、いくつかの製薬会社が米国での製品の製造または販売を中止した。規制物質法では、AASは筋肉増強を促進するテストステロン（エストロゲン、プロゲスチン、コルチコステロイド以外）に化学的および薬理学的に関連する薬物またはホルモン物質と定義されている。この法律は2004年のアナボリックステロイド管理法によって修正され、プロホルモンを規制物質のリストに追加し、2005年1月20日から発効した。
米国では医師によって処方されることがあるが、アナボリックステロイドを怪我の回復目的で使用することは、スポーツ医学医師やほとんどの内分泌科医の間でもタブーな主題となっている。

#### イギリス
イギリスでは、AASはクラスC薬物に分類されており、これはベンゾジアゼピンと同じクラスに置かれている。AASはスケジュール4に含まれ、これは2つのパートに分かれている；パート1にはほとんどのベンゾジアゼピンが含まれ、パート2にはAASが含まれる。
パート1の薬物は、適切な処方箋なしでの所持が犯罪となる完全な輸出入管理の対象となる。医薬品の一部であり、個人が自己投与する場合、所持に関する制限はない。パート2の薬物は、物質が医薬品の形態であり、個人による自己投与のためのものである場合を除き、輸出入にはホームオフィスのライセンスが必要である。

### スポーツにおける地位
AASはテニスプロ協会、メジャーリーグベースボール、国際サッカー連盟、オリンピック、全米バスケットボール協会、ナショナルホッケーリーグ、ワールド・レスリング・エンターテイメント、ナショナル・フットボール・リーグを含むすべての主要なスポーツ団体によって禁止されている。世界アンチ・ドーピング機構（WADA）は、多くの主要なスポーツ団体が使用するパフォーマンス向上物質のリストを管理しており、すべての同化剤（すべてのAASとプレカーサーを含む）と同様にすべてのホルモンおよび関連物質を含む。

### 利用

#### 法執行
米国の連邦法執行官は警察官によるAAS使用について懸念を表明している。「それは大きな問題であり、事例の数から判断すると、無視すべきではないものです。我々が警察官を標的にするわけではないが、ステロイドに関する積極的な調査の最中に、かなりの数の事例が警察官に関連していることがわかった」と米国麻薬取締局の広報担当者であるローレンス・ペインは述べている。FBI法執行機関公報は「警察官によるアナボリックステロイドの乱用は、全国の部署がより認識すべき深刻な問題である」と述べている。また、イギリス全土の警察官が「ステロイドを購入するために犯罪者を利用している」と彼が述べるところによれば、これは警察の汚職の最大リスク要因の一つとされている。

#### プロレスリング
2007年のクリス・ベノワ二重殺人事件と自殺の後、監視と政府改革委員会はレスリング業界におけるステロイド使用を調査した。同委員会はWWEとトータル・ノンストップ・アクション・レスリングを調査し、彼らの会社の薬物方針に関する文書を要求した。WWEのCEOおよび会長であるリンダとビンス・マクマホンはそれぞれ証言した。文書によると、75人のレスラー（約40パーセント）が2006年以降に薬物使用で陽性反応を示し、最も一般的にはステロイドであった。

### 経済

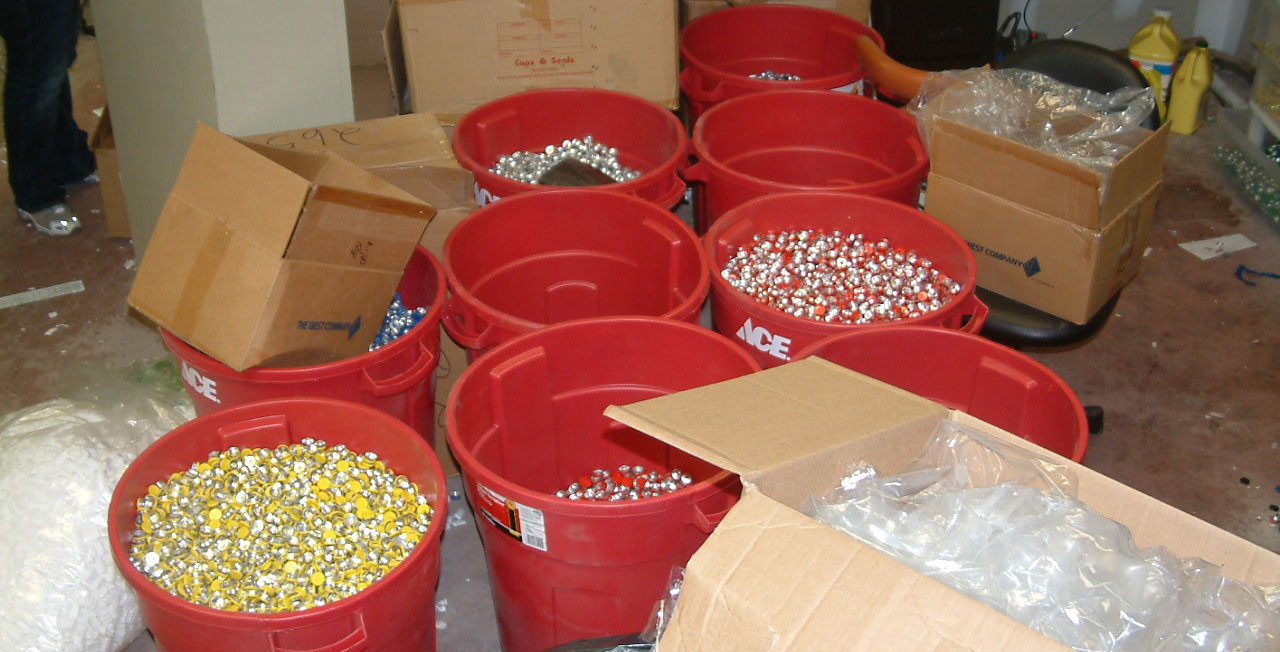
2007年のOperation Raw Dealの間にDEAが没収した数万のAASバイアルを含む複数の大きなバケツ

AASは頻繁に製薬研究所で生産されるが、より厳しい法律が存在する国では、通常は海外から輸入された原料から小規模な自家製地下研究所でも生産される。これらの国では、ステロイドの大部分は闇市場取引を通じて違法に入手される。これらのステロイドは通常他国で製造されるため、国際的な国境を越えて密輸されなければならない。他の重要な密輸業務と同様に、組織犯罪が関与している。
2000年代後半には、世界的な違法AASの取引が著しく増加し、当局は3大陸で記録的な押収を発表した。2006年にフィンランド当局は記録的な1180万AAS錠剤の押収を発表した。1年後、DEAは史上最大の米国の押収として1140万単位のAASを押収した。2008年の最初の3か月間に、オーストラリア税関はAAS発送物の記録的な300件の押収を報告した。
米国、カナダ、ヨーロッパでは、違法なステロイドは時として他の違法薬物と同様に、複数の供給源から薬物を入手できるディーラーを通じて購入される。違法なAASはジムや競技会で、そして郵便で販売されることもあるが、薬剤師、獣医師、医師からも入手される場合がある。さらに、海外の薬局を装うウェブサイトから郵便注文で販売される偽造製品が相当数あり、特にその傾向が強い。米国では、ステロイドが合法である（そのため入手しやすい）メキシコ、タイ、その他の国からの黒市場輸入が続いている。

## 研究
AASは単独で、またプロゲストーゲンとの組み合わせで、潜在的な男性ホルモン避妊薬として研究されてきた。トレストロンやジメタンドロロンウンデカノエートなどの二重AASとプロゲスチンも男性避妊薬として研究されており、後者は2018年現在、積極的に研究されている。
外用アンドロゲンは女性のセルライトの治療に使用され研究されている。腹部への外用アンドロスタノロンは女性の皮下腹部脂肪を有意に減少させることが見出されており、したがって体のシルエット改善に有用かもしれない。しかし、男性と高アンドロゲン性女性は健康な女性よりも腹部脂肪が多く、アンドロゲンは閉経後女性やトランスジェンダー男性の腹部脂肪も増加させることが見出されている。